# Selección de rugby de la República Checa
La selección de rugby de República Checa es un equipo de tercer nivel de rugby que representa a la Unión de Rugby de la República Checa. El primer partido en el que participó esta selección fue en 1993 después de la disolución de Checoslovaquia y actualmente compite en la Copa Europea de Naciones de Rugby. (Nunca jugaron partidos internacionales como Checoslovaquia). La selección de rugby es administrada por la Česká Rugbyová Unie.

## Palmarés
- European Nations Cup - División 2A (1): 2014-15
- European Nations Cup - División 3 (1): 2000
- Rugby Europe International Championships - Conferencia 1 (1): 2016-17 - Norte

## Participación en copas

### Rugby Europe Trophy
- RET 2017-18: 3° puesto
- RET 2018-19: 6° puesto
- RE Trophy 2023-24: 3° puesto